# Marguerite Jacquelin
Pour les articles homonymes, voir Jacquelin et Jacqueline.
Marguerite Jacquelin, née Margueritte Jacqueline le 28 décembre 1850 à Valognes et morte le 22 janvier 1941 à Bordeaux, est une peintre française de fleurs, de paysages et de portraits.

## Biographie

### Famille et entourage
Née en 1850 à Valognes, Margueritte Jacqueline est la fille de François Jacqueline, artiste peintre né à Paris en 1812, et Ernestine Augustine Guérard, née en 1826 à Valognes, tous deux mariés dans la commune en 1847,. Elle a un frère aîné, Louis Michel, né en 1848. Lorsque sa sœur cadette, Marthe Félicie, naît en 1854, la famille est installée à Paris. Plus tard, les époux Jacqueline se séparent. Sa sœur Marthe devient peintre aquarelliste.
Établie à Bordeaux, Marguerite Jacqueline se fait connaître au milieu des années 1870 sous le nom de Jacquelin,. Elle demeure, à partir de 1883 environ, 2, rue Bardineau avec sa sœur,, et avec leur mère vers 1891. Les deux sœurs entretiennent toute leur vie un certain mystère autour de leurs origines.
En 1888, la presse relate qu'elles ont appris que leur père, qui s'est enrichi à Londres et vivait depuis quelques années seul avec une domestique à Alfortville, est mort tandis qu'il pêchait à la ligne,. Aucune trace de sa fortune, pourtant réputée conséquente, n'est retrouvée. Arrivées sur place, les sœurs Jacquelin soupçonnent la domestique et demandent l'ouverture d'une enquête. Sous pression, l'employée rapporte alors des accès de somnambulisme, durant lesquels elle a vu Jacquelin cacher des valeurs dans un placard de sa chambre. Ces « révélations » permettent de retrouver des liasses de billets et de titres au porteur.
En 1899, Marguerite Jacquelin écrit à Lucie Dreyfus, l'épouse d'Alfred Dreyfus, pour lui témoigner son soutien et celui de sa sœur.
Dans les années 1900, Marguerite Jacquelin dispose aussi d'une adresse à Paris, 36, rue du Cherche-Midi. Sa mère meurt en 1903,,. Vers 1936, les sœurs Jacquelin déménagent au 2, rue Émile-Zola, à Bordeaux,.
Décédée à Bordeaux le 22 janvier 1941, elle est inhumée au cimetière de la Chartreuse à Bordeaux le 24 janvier 1941.

### Carrière artistique
Marguerite Jacquelin a pour maîtres Louis-Augustin Auguin, Léon Bonnat, Maxime Lalanne,, et Tony Robert-Fleury à l’Académie Julian à Paris. C'est essentiellement une portraitiste et une peintre de fleurs et de paysages.
Dans sa jeunesse, elle se produit occasionnellement comme pianiste.
Marguerite Jacquelin expose ses œuvres au Salon de Bordeaux en 1875 puis à Paris au Salon de peinture et de sculpture en 1879, et au Salon des artistes français de 1880 à 1903. Elle reçoit une médaille d'argent à Rochefort, et une médaille de bronze pour La Morena à Carcassonne.
Elle a pour élèves sa sœur Marthe, et ouvre avec elle un atelier rue Bardineau à Bordeaux, très fréquenté en 1888. On note parmi ses élèves Lucie de Gelas, Lucie de Gervain, etc.
Elle est nommée Officier d'académie en 1902.
En 1907, elle fonde à Bordeaux la Société des femmes artistes, sous le haut patronage de la duchesse d'Uzès. En 1928 elle y expose un portrait  du sénateur Jean Chaumet. La société organisera des expositions jusqu'en 1931,.
En 1937, les sœurs Jacquelin exposent au Salon de Bordeaux; Marguerite y accrochera jusqu'en 1939.

Sa mort est annoncée dans la presse bordelaise le 1er février 1941. Sa sœur lui survit.

## Galerie

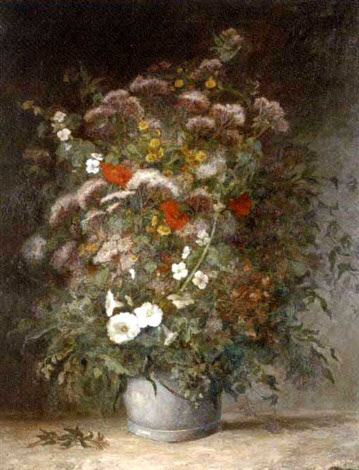
Bouquet de fleurs des champs (1878), localisation inconnue.
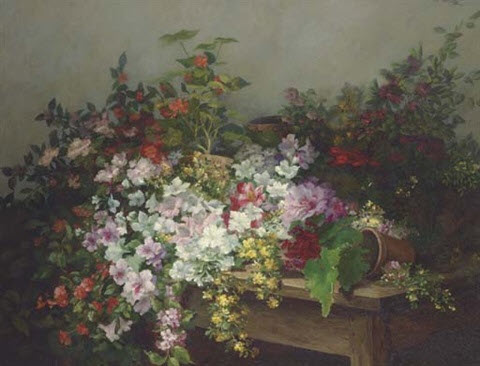
Nature morte de fleurs (vers 1900), localisation inconnue.
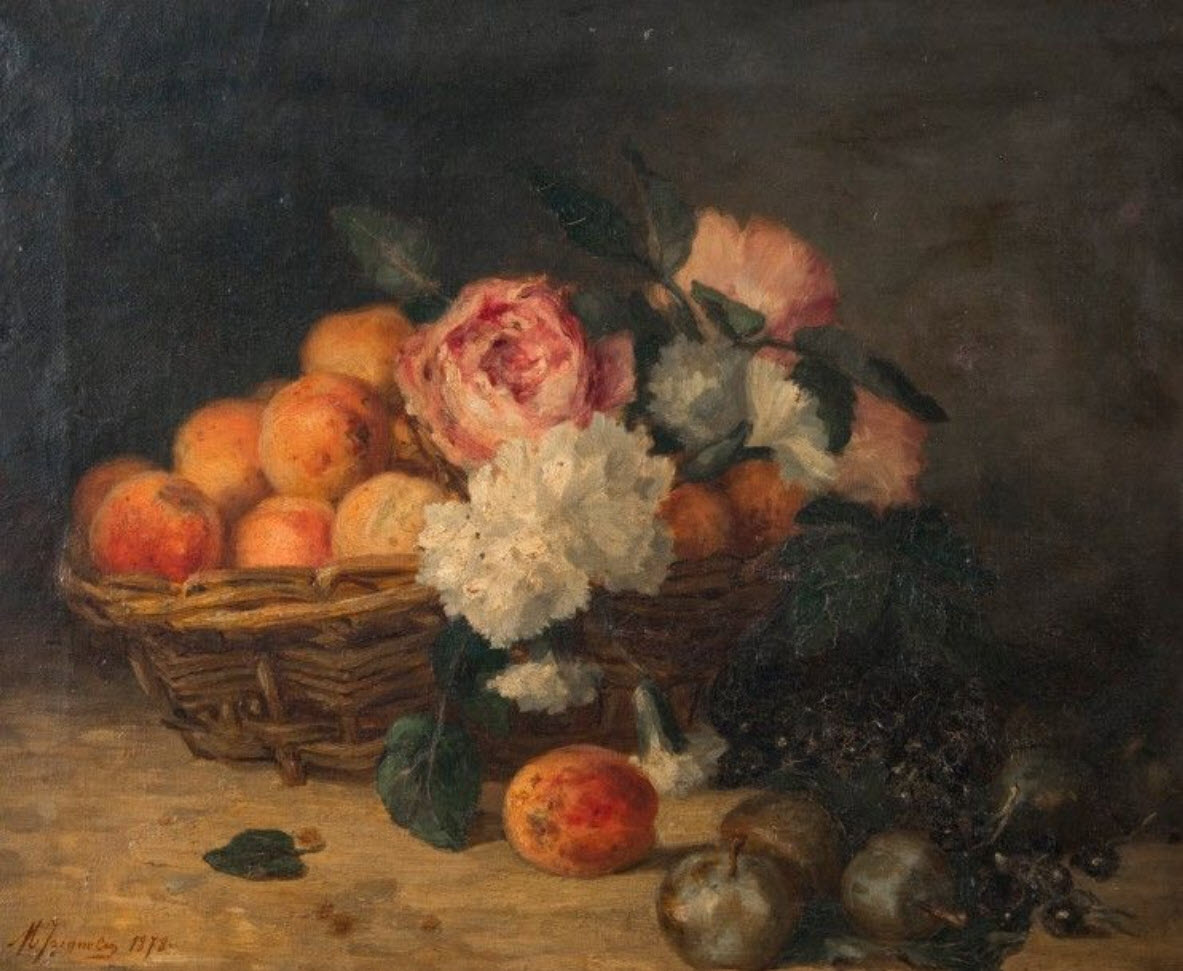
Nature morte au panier de prunes, pêches, cassis et pivoines (vers 1900), localisation inconnue.
- Paysage côtier, huile sur toile.
- Portrait.